# Оцетна киселина
Оцетната киселина (CH3COOH), позната още като етанова киселина, е органично химическо съединение, най-известно с това, че на него оцетът дължи киселия си вкус и острата си миризма. Чистата, безводна оцетна киселина е безцветна хигроскопична течност и замръзва под 16,7°C до безцветно твърдо кристално вещество. Оцетната киселина е корозивна и изпаренията ѝ дразнят очите и носа, въпреки че е слаба киселина, що се отнася до способността ѝ да се дисоциира във водни разтвори.
Оцетната киселина е една от най-простите карбоксилни киселини (най-простата след мравчената киселина). Тя е важен химически реактив и промишлен химикал, който се използва в производството на полиетилентерефталат (PET), използван главно за производство на пластмасови бутилки за напитки; на целулозен ацетат, главно за фотофилми и на поливинилацетат за лепило за дърво, както и в много синтетични влакна и тъкани. В домакинството разтвор на оцетна киселина се използва често за отстраняване на варовикови отлагания. В хранителната промишленост оцетната киселина се използва под код за хранителна добавка Е260 като регулатор на киселинността.
Глобалните нужди от оцетна киселина са около 6,5 милиона тона годишно, от които около 1,5 Mt/година се получават от рециклиране, останалите се произвеждат от нефтохимически суровини или от биологически източници.
Оцетната киселина има широко приложение в домакинството. 6% и 9%-ните ѝ разтвори са известни под търговското наименование оцет. Освен като подправка, оцетът се използва и като консервиращо средство при приготвянето на различни туршии.

## Номенклатура
Тривиалното наименование „оцетна киселина“ се използва най-често и е официално предпочитано от IUPAC. То съответства на латинското наименование acidum aceticum, произлизащо от латинската дума за „оцет“ – acetum. Синонимът „етанова киселина“ е систематично наименование, което понякога се използва при въведение в химическата номенклатура.
Тривиалното наименование на безводната оцетна киселина е „ледена оцетна киселина“. Както и немското наименование Eisessig (букв. „леден оцет“), името идва от подобните на лед кристали, които се образуват малко под стайна температура при 16,7 °C.
Най-често използваното официално съкращение за оцетна киселина AcOH или HOAc, където Ac обозначава ацетилната група CH3−C(=O)−;. В контекста на киселинно-основните взаимодействия често се използва съкращението HAc, където Ac този път обозначава ацетатен анион(CH3COO−), въпреки че тази употреба се смята от мнозина за заблуждаваща. И в двата случая Ac не трябва да се обърква с означението на химичния елемент актиний.
Оцетната киселина има емпирична формула CH2O и молекулна формула C2H4O2. Последната често се изписва CH3-COOH, CH3COOH или CH3CO2H, за да се отрази по-добре структурата. Йонът, който се получава след загубване на H+ от оцетната киселина, е ацетатния анион. „Ацетати“ се наричат и солите, съдържащи този анион, или естерите на оцетната киселина.

## История
Оцетът е стар колкото човешката цивилизация, дори може би по-стар. Бактерии, произвеждащи оцетна киселина, има по целия свят и всяка култура, практикуваща варене на бира или производство на вино, неизбежно е открила оцета като естествен резултат от излагането на тези алкохолни напитки на въздух.
Използването на оцетна киселина в химията достига до древността. През 3 век пр.н.е. гръцкият философ Теофраст описва действието на оцета върху метал, при което се получават пигменти, използвани в изкуството, между които „оловно белило“ (оловен карбонат) и зелена смес от медни соли като меден(II) ацетат. Древните римляни варели вкиснато вино в оловни съдове, за да получат много сладък сироп, наречен „сапа“. Сапата била богата на оловен ацетат, сладко вещество, наричано също „захар от олово“ или „захар на Сатурн“, което причинявало оловно отравяне сред римската аристокрация. Иранският алхимик от 8 век Джабир ибн Хаян концентрирал оцетна киселина от оцет чрез дестилация.
През Ренесанса била приготвяна ледена оцетна киселина чрез суха дестилация на метални ацетати. Немският алхимик от 16 век Андреас Либавиус описва една такава процедура и сравнява ледената оцетна киселина, получена по този начин, с оцета. Наличието на вода в оцета се отразява толкова силно на свойствата на оцетната киселина, че в продължение на векове алхимиците мислят, че ледената оцетна киселина и киселината в оцета са две различни вещества. Френският химик Пиер Аде доказва, че те са идентични.
През 1847 г. немският химик Херман Колбе синтезира за първи път оцетна киселина от неорганични материали. Тази поредица от реакции се състои от хлориране на въглероден дисулфид до въглероден тетрахлорид, последвана от пиролиза до тетрахлоретилен и водна хлорация до трихлороцетна киселина и завършва с електролитна редукция до оцетна киселина.
До 1910 г. повечето ледена оцетна киселина е получавана от „пиролигнеова течност“ от дестилация на дървесина. Оцетната киселина се изолира от нея чрез обработка с гасена вар и полученият калциев ацетат впоследствие се окислява със сярна киселина, за да се получи оцетна киселина. По това време Германия произвежда 10 000 тона ледена оцетна киселина, около 30% от която е използвана за производство на индиго.

## Химични свойства

### Киселинност
Водородният (H) атом в карбоксилната група (−COOH) в карбоксилните киселини като оцетната киселина може да се освободи като H+ йон (протон), давайки им техния киселинен характер. Оцетната киселина е слаба, ефективно едноосновна киселина във воден разтвор, с pKa 4,8. Разтвор с моларна концентрация 1 (приблизително концентрацията на готварския оцет) има pH 2,4, което показва, че едва 0,4% от молекулите на оцетната киселина са дисоциирани.

### Цикличен димер
Кристалната структура на оцетната киселина показва, че молекулите се свързват по две в димери, свързани с помощта на водородни връзки. Тези димери могат да се открият и в пара при 120 °C. Те сигурно присъстват също и в течната фаза на чистата оцетна киселина, но бързо се разрушават в присъствие на вода. Димеризация се среща и при други прости карбоксилни киселини.

### Разтворител
Течната оцетна киселина е хидрофилен полярен основен разтворител, подобен на етанола и водата. С умерено висока диелектрична константа от 6,2, тя може да разтваря не само полярни съединения като неорганични соли и захари, но и неполярни съединения като масла и химични елементи като сяра и йод. Тя веднага се смесва с много други полярни и неполярни разтворители като вода, хлороформ и хексан. Това разтварящо свойство и смесваемост на оцетната киселина я правят широко използван промишлен химикал.

### Химични реакции
Оцетната киселина е вещество, корозивно за много метали като желязо, магнезий и цинк, като образува водород и метални соли, наречени ацетати.
Алуминият, когато бъде изложен на кислород, образува тънък пласт алуминиев оксид на повърхността си, който е относително устойчив, така че оцетна киселина може да се превозва в алуминиеви резервоари. Метални ацетати могат да се получават и от оцетна киселина и подходяща основа, като например в популярната реакция „сода за хляб+оцет“. Със забележителното изключение на хром(II) ацетата, почти всички ацетати са разтворими във вода.
Mg(т) + 2 CH3COOH(в) → (CH3COO)2Mg(в) + H2(г)
NaHCO3(т) + CH3COOH(в) → CH3COONa(в) + CO2(г) + H2O(тч)
Оцетната киселина е подложена на типичните за една карбоксилна киселина химични реакции, особено получаването на етанол чрез редукция и получаването на производни като ацетилхлорид чрез ацилно нуклеофилно заместване. Друго вещество, производно от заместване, е оцетният анхидрид. Той се получава чрез отделяне на вода от две молекули оцетна киселина. По подобен начин, чрез естерификация по метода на Фишер, могат да се получат естери на оцетната киселина, а също така и амиди. Когато се нагрее над 440 °C, оцетната киселина се декомпозира до въглероден диоксид и метан или до кетон и вода.

### Откриване
Оцетната киселина може да се открие по характерната си миризма. Цветна реакция за соли на оцетната киселина е с разтвор железен(III) хлорид, който има наситен червен цвят, изчезващ при окисляване. При нагряване с арсенов триоксид ацетатите образуват какодилоксид, който може да се открие по зловонните си пари.

## Биохимия
Ацетилната група, получена от оцетната киселина, на практика е фундаментална за биохимията на всички форми на живот. Когато е свързана с коензим А, тя има централна роля в метаболизма на въглехидратите и мазнините. Концентрацията на свободна оцетна киселина в клетките обаче се поддържа ниска с цел избягване разстройването на контрола на pH на съдържанието на клетката. За разлика от някои карбоксилни киселини с по-дълга верига (мастните киселини), оцетната киселина не се среща в естествените триглицериди. Изкуственият триглицерид триацетин (глицеринтриацетат) обаче е широко използвана хранителна добавка и се съдържа в козметични средства и лекарствени средства за местна употреба.
Оцетната киселина се произвежда и отделя от определени бактерии, особено от рода Acetobacter и от Clostridium acetobutylicum. Тези бактерии присъстват навсякъде в хранителните продукти, водата и почвата и оцетна киселина се получава естествено при разваляне на плодове и някои други храни. Оцетната киселина е компонент и на вагиналната лубрикация при човека и други примати, където тя сигурно служи като слаб антибактериален агент.

## Производство
Оцетна киселина се произвежда както синтетично, така и чрез бактериална ферментация. В наши дни биологичният начин носи само около 10% от световното производство, но остава важен за производството на оцет, тъй като според много закони по света оцетът, използван в хранителните продукти, трябва да бъде с биологичен произход. Около 75% от оцетната киселина, която се използва в химическата промишленост, се произвежда чрез карбонилация на метанол, описана по-долу. Останалата се получава по други методи.
Общото световно производство на чиста оцетна киселина се оценява на 5 Mt/година, приблизително половината от което се произвежда в Съединените щати. Европейското производство е от около 1 Mt/година и намалява, а 0,7 Mt/година се произвежда в Япония. Други 1,5 Mt се рециклират всяка година, с което общият световен пазар достига 6,5 Mt/година. Двата най-големи производителя на чиста оцетна киселина са Селаниз и БиПи Кемикълс. Други големи производители са Милениъм Кемикълс, Стърлинг Кемикълс, Самсунг, Ийстман и Свенск Етанолкеми.

### Карбонилация на метанол
Повечето чиста оцетна киселина се произвежда чрез карбонилация на метанол. В този процес реагират метанол и въглероден монооксид, като се получава оцетна киселина по химическото уравнение:
CH3OH + CO → CH3COOH
Процесът използва като посредник йодометан и преминава в три стъпки. За карбонилацията е нужен катализатор, обикновено метален комплекс (стъпка 2).
(1) CH3OH + HI → CH3I + H2O
(2) CH3I + CO → CH3COI
(3) CH3COI + H2O → CH3COOH + HI
Чрез промяна на условията същата инсталация може да произвежда и оцетен анхидрид. Тъй като и метанолът, и въглеродният монооксид са суровини за широко потребление, карбонилацията на метанол задълго се оказва привлекателен метод за производство на оцетна киселина. Хенри Дрейфус в Бритиш Селаниз разработва пилотна инсталация за карбонилация на метанол още през 1925 г. Липсата на практични материали, които биха могли да задържат корозивната реактивна смес при необходимите високи налягания (200 atm или повече), обаче попречила на внедряването на тези методи в промишлен мащаб за известно време. Първият промишлен процес за карбонилация на метанол, който използвал кобалтов катализатор, е разработен от немската химическа компания BASF през 1963 г. През 1968 г. е открит катализатор, базиран на родий (cis−[Rh(CO)2I2]−), който можел да действа ефективно при по-ниско налягане почти без странични продукти. Първата инсталация, използваща този катализатор, е построена от американската химическа компания Монсанто през 1970 г. и карбонилацията на метанол, катализирана с родий, става доминиращ метод за производство на оцетна киселина (виж Монсанто процес). През късните 90 години на 20 век химическата компания БиПи Кемикълс внедрява в производството катализатора Катива ([Ir(CO)2I2]−), който се подпомага от рутений. Този катализиран с иридий процес е по-екологичен и по-ефективен и до голяма степен измества Монсанто процеса, често в същите заводи.

### Окисляване на ацеталдехид
Преди внедряването на Монсанто процеса в производството, повечето оцетна киселина е произвеждана чрез окисляване на ацеталдехид. Това остава вторият по важност метод за производство, въпреки че не може да се конкурира с карбонилацията на метанол. Ацеталдехидът може да се произвежда чрез окисляване на бутан или лека нафта или чрез хидратация на етилен.
Когато бутанът или леката нафта се нагреят с въздух в присъствието на различни метални йони като манганови, кобалтови или хромови, се образуват пероксиди, които впоследствие се разпадат до оцетна киселина по следното химическо уравнение:
2 C4H10 + 5 O2 → 4 CH3COOH + 2 H2O
Обикновено тази реакция се провежда при комбинация от температура и налягане, определена така, че температурата да е възможно най-висока, но при това бутанът да остава течен. Типични условия за реакцията са 150 °C и 55 atm. Могат да се образуват и няколко странични продукта като бутанон, етилацетат, мравчена киселина и пропионова киселина. Тези странични продукти също имат търговска стойност и условията на реакцията могат да се променят така, че да се произвеждат по-големи количества от тях, ако това е икономически изгодно. Разделянето на оцетната киселина от тях обаче оскъпява процеса.
При подобни условия и катализатори на тези, използвани при окисляването на бутана, ацеталдехидът може да се окисли с кислорода от въздуха и да се получи оцетна киселина:
2 CH3CHO + O2 → 2 CH3COOH
С модерни катализатори при тази реакция добивът на оцетна киселина може да е над 95%. Основни странични продукти са етилацетат, мравчена киселина и формалдехид, всички с по-ниска температура на кипене от оцетната киселина, което позволява разделянето им чрез дестилация.

### Окисляване на етилен
Ацеталдехид може да се получи от етилен чрез Вакер процеса и след това да се окисли, както по-горе. По-късно химическата компания Шова Денко, която отваря нов завод за окисляване на етилен в Ойта, Япония през 1997 г., въвежда в производството едностъпков процес на преобразуване на етилен в оцетна киселина. Процесът се катализира от паладиев метален катализатор върху основа от хетерополна киселина като волфрам-силициева киселина. Смята се, че методът може да се конкурира с карбонилацията на метанол при малки инсталации (100 – 250 kt/година) в зависимост от местната цена на етилена.

### Ферментация

#### Кислородна ферментация
През по-голямата част от човешката история оцетната киселина под формата на оцет е произвеждана от оцетнокисели бактерии от рода Acetobacter. При наличие на достатъчно кислород тези бактерии могат да произвеждат оцет от различни алкохолни хранителни продукти. Често използвани са ябълково вино, вино и ферментирали зърнени храни, малц, ориз или картофени пюрета. Пълната химическа реакция, осъществявана с помощта на тези бактерии, е:
C2H5OH + O2 → CH3COOH + H2O
Разреден разтвор на алкохол, инокулиран с Acetobacter и държан на топло и проветриво място, става на оцет в продължение на няколко месеца. Промишлените методи за производство на оцет ускоряват процеса чрез увеличаване на доставката на кислород на бактериите.
Първите количества оцет, получени чрез ферментация, вероятно са били вследствие на грешки в процеса на правене на вино. Ако ширата ферментира при прекалено висока температура, ацетобактер надвива дрождите, присъстващи естествено в гроздето. С увеличаването на търсенето на оцет за готварски, медицински и санитарни нужди, винарите бързо се научават да използват други органични суровини за производство на оцет в топлите летни месеци преди гроздето да е узряло и готово за приготвяне на вино. Този метод обаче бил бавен и не винаги успешен, тъй като винарите не разбирали процеса.
Един от първите съвременни промишлени процеси е „бързият метод“ или „немският метод“, за първи път използван в Германия през 1823 г. При този процес ферментацията става в кула, заобиколена с талаш или дървени въглища. Алкохолосъдържащата суровина се подава бавно в горната част на кулата, а от долната част се подава свеж въздух чрез естествена или принудителна конвекция. Подобреното въздухоподаване при този процес намалява времето за получаване на оцет от месеци на седмици.
Повечето оцет днес се прави в потопен резервоар с култура, за първи път описан през 1949 от Ото Хроматка и Хайнрих Ебнер. При този метод алкохолът ферментира до оцет в постоянно разклащан резервоар, а кислородът постъпва чрез влизане на мехури въздух в разтвора. При това оцет с 15% оцетна киселина може да се получи само за 2 – 3 дни.

#### Анаеробна ферментация
Някои видове анаеробни бактерии, като няколко представители на рода Clostridium, могат да преобразуват захари в оцетна киселина директно, без използването на етанол като междинен продукт. Пълната химическа реакция, провеждана от тези бактерии, може да се представи като:
C6H12O6 → 3 CH3COOH
По-интересно от гледна точка на промишления химик е, че тези ацетогенни бактерии могат да произвеждат оцетна киселина от съединения с по един въглероден атом като метанол, въглероден монооксид или смес от въглероден диоксид и водород:
2 CO2 + 4 H2 → CH3COOH + 2 H2O
Способността на Clostridium да употребяват захарите направо или да произвеждат оцетна киселина от по-евтини суровини означава, че тези бактерии потенциално биха могли да произвеждат оцетна киселина по-ефективно от окислителите на етанола като Acetobacter. Clostridium бактериите обаче са по-слабо устойчиви на киселини от Acetobacter. Дори най-устойчивите на киселини щамове Clostridium могат да произвеждат оцет само с няколко процента оцетна киселина, докато някои щамове Acetobacter могат да произвеждат оцет с до 20% оцетна киселина. Понастоящем си остава по-ефективно да се прави оцет чрез използване на Acetobacter, отколкото чрез използване на Clostridium с последващо концентриране. В резултат, въпреки че ацетогенните бактерии са познати от 1940 г., индустриалната им употреба си остава ограничена до няколко ниши.

## Приложение
Оцетната киселина е химически реактив за производството на много химически съединения. Най-голямата единична употреба на оцетната киселина е в производството на винилацетат мономер, следвана близко от производството на оцетен анхидрид и естери. Обемът оцетна киселина, използвана за оцет, е сравнително малък.

### Винилацетат мономер
Основна употреба на оцетната киселина е производството на винилацетат мономер. За това приложение се изразходва около 40 до 45% от световното производство на оцетна киселина. Реакцията е на етилен и оцетна киселина с кислород върху паладиев катализатор.
2 H3C-COOH + 2 C2H4 + O2 → 2 H3C-CO-O-CH=CH2 + 2 H2O
Винилацетатът може да се полимеризира до поливинилацетат или други полимери, които се използват в бои и лепила.

### Оцетен анхидрид
Кондензационният продукт на две молекули оцетна киселина е оцетен анхидрид. Световното производство на оцетен анхидрид е основно приложение на оцетната киселина и използва около 25 до 30% от глобалното производство на оцетна киселина. Оцетният анхидрид може да се произведе директно чрез карбонилация на метанол, заобикаляйки киселината и Катива инсталациите могат да се приспособят за производство на анхидрид.
Оцетният анхидрид е силен ацетилиращ агент. Като такъв негово основно приложение е производството на целулозен ацетат, използван за синтетични тъкани и фотофилми. Оцетният анхидрид е и реактив за производството на аспирин, хероин и други съединения.

### Производство на естери
Основните естери на оцетната киселина са широко използвани разтворители за мастила, бои и покрития. Такива естери са етилацетат, n-бутилацетат, изобутилацетат и пропилацетат. Обикновено те се произвеждат чрез катализирана реакция от оцетна киселина и съответния алкохол.
H3C-COOH + HO-R → H3C-CO-O-R + H2O, където R е алкилна група
Повечето ацетатни естери обаче се произвеждат от ацеталдехид по реакцията на Тишченко. Освен това, някои етерни ацетати се използват за разтворители за нитроцелулоза, акрилни лакове, лакочистители и байцове. Първо от етиленоксид или пропиленоксид с алкохол се произвеждат моноетери на гликола, които след това се естерифицират с оцетна киселина. Трите основни продукта са етиленгликол моноетил етерацетат (ЕЕА), етиленгликол монобутил етерацетат (ЕБА) и пропиленгликол монометил етерацетат (ПМА). Това приложение изразходва около 15 до 20% от световното производство на оцетна киселина. За някои от тези етерацетати, например ЕЕА, е показано, че са вредни за възпроизводството при хората.

### Оцет
Под формата на оцет разтворите на оцетна киселина (обикновено 5 до 18%, като процентите обикновено са тегловни) се използват направо като подправка и също в туршии от зеленчуци и други храни. Готварският оцет обикновено е по-рядък (5 до 8% оцетна киселина), докато промишленото консервиране на храни обикновено използва по-концентрирани разтвори. Количеството оцетна киселина, използвано в оцета в световен мащаб не е голямо, но от историческа гледна точка това е най-старото и най-известно приложение.

### Употреба като разтворител
Както вече беше споменато, ледената оцетна киселина е чудесен полярен основен разтворител. Тя често се използва за разтворител при производството на терефталова киселина, суровина за производството на пропилентерефталат. Въпреки че за това се използват 5 – 10% от световното производство на оцетна киселина, се очаква тази употреба да нарасне значително през следващото десетилетие, заедно с увеличаването на производството на пропилентерефталат.
Оцетната киселина често се използва като разтворител при реакции, включващи карбокации като алкилацията на Фридел-Крафтс. Например един стадий при промишленото производство на синтетичен камфор включва пренареждане на Вагнер-Мервайн на камфена до изоборнилацетат. Там оцетната киселина действа както като разтворител, така и като нуклеофил, за да спре пренаредената карбокация. Оцетната киселина е предпочетеният разтворител при редукцията на арилна нитрогрупа до анилин, използвайки паладий върху въглерод.
Ледената оцетна киселина се използва в аналитичната химия за оценка на слабоалкални вещества, например органични амиди. Ледената оцетна киселина е много по-слаба основа от водата, поради което амидът се държи като силна основа в тази среда. Тогава той може да се титрува, използвайки разтвор на много силна киселина (например перхлорна киселина) в ледена оцетна киселина.

### Други приложения
Разредените разтвори на оцетни киселини се използват също поради тяхната слаба киселинност. Примери от ежедневието са използването ѝ за фиксаж при проявяване на фотографски филми и за отстраняване на калциеви отлагания (накип) от кранове и котли. Киселинността се използва и за третиране на ужилване от медуза чрез блокиране на жилещите клетки на медузата, като по този начин се предотвратяват сериозни наранявания или смърт, ако се приложи веднага, както и за лекуване на възпаления на външното ухо. Също така оцетната киселина се използва за консервант за силаж, който потиска развитието на бактерии и гъбички.
От оцетна киселина се произвеждат няколко органични и неорганични соли като:
- Натриев ацетат – използван в текстилната промишленост и като консервант за храна (E262).
- Меден(II) ацетат – използван като пигмент и фунгицид.
- Алуминиев ацетат и железен(II) ацетат – използвани като фиксатори за бои.
- Паладиев(II) ацетат – използван за катализатор за реакции за органично свързване като реакцията на Хек.

Заместени оцетни киселини са:
- Монохлороцетна киселина, дихлороцетна киселина (смята се за страничен продукт) и трихлороцетна киселина. Монохлороцетната киселина се използва в производството на индиго.
- Бромоцетна киселина, която се естерифицира, за да се получи реактивът етилбромацетат.
- Трифлуороцетна киселина, която е често срещан реактив в органичния синтез.

Количествата оцетна киселина, използвани за всички тези предложения заедно, са около 5 – 10% от световното производство. За тях обаче не се предвижда нарастване, както в производството на терефталова киселина.

## Безопасност
Концентрираната оцетна киселина е корозивно вещество, поради което с нея трябва да се работи внимателно, тъй като може да изгори кожата, да навреди на очите и да дразни лигавиците. Изгарянията и мехурите могат да се проявят едва няколко часа след излагането на действието на киселината. Латексните ръкавици не предпазват, така че трябва да се използват специални ръкавици, например такива от нитрилна гума. Концентрираната оцетна киселина с известни трудности може да се запали в лабораторията. Тя става огнеопасна при температура на околната среда над 39 °C и може да образува взривоопасни смеси с въздуха над тази температура (експлозивни граници: 5,4 – 16%).
Опасностите от разтвори на оцетната киселина зависят от концентрацията.

С разтвори с повече от 25% оцетна киселина се работи с димна качулка, поради острата им, разяждаща пара. Разредената оцетна киселина под формата на оцет е безвредна. Поглъщането на по-силни разтвори обаче е опасно за живота на хората и животните. Може да предизвика сериозни увреждания на храносмилателната система и потенциално смъртоносна промяна на киселинността на кръвта.

### Употреба
- Оцет
- Туршия
- Оцетнокисели бактерии, произвеждат оцет от алкохолни разтвори
- Acetobacter, важен род оцетнокисели бактерии

### Химия
- Карбоксилна киселина, съединения с –COOH група
- Мастна киселина, едноверижни карбоксилни киселини
- Ацетатен анион, CH3COO−, съкратено AcO−
- Ацетилна група, CH3-CO– група, съкратено Ac
- Ацетил-коензим А, важен носител на ацетил в клетките

### Сродни вещества
- Мравчена киселина, карбоксилна киселина с един въглероден атом по-малко
- Пропионова киселина, карбоксилна киселина с един въглероден атом повече
- Етанол, етилов алкохол
- Ацеталдехид
- Оцетен анхидрид
- Етилацетат, важен разтворител
- Монохлороцетна киселина
- Хлороцетни киселини